# 峯村白斎
峯村 白斎（みねむら はくさい、安永元年（1772年） - 嘉永4年（1851年））は、江戸時代後期の俳人。幼名を清蔵、後に仙蔵といった。別号に古扇、古仙、古僊、寒岳園などがある。
嘉永5年（1852年）7月発行の「海内正風俳家鑑」などの俳人番付にも信州白斎の名が載っており、当時広く名が知られていたことがわかる。同時代の信濃の俳人・小林一茶、茂呂何丸と交遊があった。

## 生涯
信濃国石村（現在の長野県長野市豊野町石）の豪農・峯村藤兵衛の長男として生まれる。父・藤兵衛31歳、母・きわ31歳だった。姉にいく、かるがいた。近所の峯村久左衛門に読み書きを習い、石村長秀院の発明和尚に漢字を学び、南画も能くした。俳諧は善光寺町の戸谷猿左に学び、後に春秋庵白尾の弟子・常世田長翠や茂呂何丸、小林一茶、夏目成美、鈴木道彦らと交遊した。寺子屋「寒岳園」を営み、これを庵号とした。
壮年のころ、江戸小石川周辺で剃髪し、芭蕉の「奥の細道」の跡をたどって、奥州・越後・関西などを旅する。文化14年（1817年）、『左良紫那紀行』の旅で江戸の俳人・中村碓嶺が白斎宅を訪れた。吉田村（現在の長野市吉田）の源左衛門の娘・ミナと結婚する。白斎の子供は、文政2年（1819年）の宗門帳では長男・藤太郎、娘・いし、むす、いや、のとが見える。その後、せん・よかをもうけている。藤太郎は30歳ころに「栗太郎」と改名し、天保6年（1835年）に42歳で死去している。その子・茂藤田も死去し、三才村から茂藤治を婿養子として迎えた。
文政6年（1823年）12月1日、自宅で雅会を開き、魚淵、二休ら一茶門下も参加した。天保3年（1832年）、善光寺へ俳額を奉納し、飯山、山田温泉、桜沢、東福寺、蚊里田、押鐘、桐原、高府、平出、布野や地元の石、南郷の神社の額に選者や筆者としてかかわっている。同年、山田温泉薬師堂に、白斎、甘青らの俳額が奉納される。
天保9年（1838年）、越後糸魚川の一之八幡社奉額の選者を務めた。弘化4年（1847年）、善光寺大地震で罹災し、家が潰れ、下敷きになったところを救出される。それを機に門弟の鵞雄に「寒岳園」の号を譲り、嘉永2年（1849年）、自選句495句を書き留めた稿本を鵞雄に託した。「その昔なにがこぼれて花の種」の句碑が石村大日堂に建てられる。
同年11月30日没、享年80。法名・寒岳庵釈義敬。追善集に鵞雄編『花の俤』（明治15年刊）、『花の滴』（同16年刊）がある。白斎の妻・ミナは安政3年（1856年）に86歳で死去した。

## 代表作
- 『俳句手帳』 - 自筆の俳句・俳文書留帳。表題なし。天保14年（1843年）閏9月ころから記したもので、自己の半生を回顧した序文に続き、自身の句と俳文を記している。
- 『花の俤』 - 明治15年（1882年）1月発行。「寒岳白斎発句集　上・下」で構成され、上は春の部176句、夏の部95句、下は秋の部100句、冬の部82句、白斎と鳳朗の連句など。白斎の地元の弟子たちが、師の三十三回忌に編集発行した。
- 『那がい起くさ』 - 嘉永4年（1851年）春、白斎が80歳を迎えたので門生や俳友たちが祝いの句を贈った。白斎は大いに喜び、自ら「那がい起くさ」と題字をつけ、その句を一冊にまとめた。句は約250に達している。